# ديفيد إل. فيليبس
ديفيد إل. فيليبس (بالإنجليزية: David L. Phillips)‏ هو سياسي أمريكي، ولد في 19 نوفمبر 1938.